# Зелёный Бор (станция)
Зелёный Бор — железнодорожная станция тупиковой линии Болшево — Фрязино Ярославского направления Московской железной дороги. Находится в Пушкинском районе Московской области. Входит в Московско-Курский центр организации работы железнодорожных станций ДЦС-1 Московской дирекции управления движением. По основному характеру работы является промежуточной, по объёму работы отнесена ко 2 классу. Ранее была станцией 3 класса.
Не оборудована турникетами.
Время движения от Ярославского вокзала около 55 минут, от станции Фрязино — около 22 минут.

## История
Обозначение платформы впервые появляется на Отчетной карте штаба 60 армии на 12 декабря 1941 года с надписью «раз.» — разъезд на однопутном направлении. По справочнику — списку станций датой открытия станции является 1951 год. Название «6-й километр» (от ст. Болшево) появляется на карте 1959 г. Это название станция носила до 1966 года, когда была переименована в нынешнее название.

## Обслуживание
Станция является промежуточной для 33 пар пригородных электропоездов (32 до платформы Фрязино-Пасс. и 1 до платформы Детская), а также конечной для 2 пар пригородных электропоездов в день при дневном и ночном отстое составов. Также является конечной для грузовых поездов со станций Лосиноостровская, Фрязино, Ивантеевка. Используется в основном как разъезд на однопутном фрязинском направлении, также имеется несколько путей для отстоя грузовых составов. К северу от станции располагаются поле, небольшой дачный посёлок, небольшой жилой городок и детский бронхолёгочный санаторий № 68 им. Русакова, к северу примыкает Ивантеевский завод ЖБК, ближайший к станции жилой массив — ул. Комбикормовый завод в пос. Лесные Поляны (примерно в 0,7 км), вследствие чего пассажиропоток на станции весьма невелик.

## Фотогалерея
- Расписание от Москвы